# Ivan IV (opera)
Ivan IV è un'opera in cinque atti composta nel 1863 da Georges Bizet, su libretto francese di Francois-Hippolyte Leroy e Henri Trianon.

## Storia della composizione
Un libretto sul tema dello zar Ivan IV "Il Terribile" di Russia fu offerto a Charles Gounod nel gennaio 1856 dall'amministratore generale dell'Opéra di Parigi, François Louis Crosnier. Gounod lavorò con entusiasmo e gli annunci della stampa anticiparono che le prove sarebbero iniziate a novembre. Sebbene Gounod avesse completato il lavoro nel 1857 o 1858, la mancata esecuzione all'Opera di Parigi portò Gounod a utilizzare parti della partitura in opere successive; Il coro dei soldati in Faust veniva da Ivan il Terribile. La partitura di Gounod fu messa all'asta nel 1963 e distrutta poco dopo.
Intorno al 1862, con l'incoraggiamento di Gounod, Bizet iniziò a lavorare sullo stesso libretto. Nel giugno 1865 la rivista La France Musicale annunciò che il lavoro sarebbe apparso al Théâtre Lyrique quell'inverno. I ritardi nell'accettare l'opera spinsero Bizet a offrire la partitura all'Opera di Parigi, ma non ebbe risposta. L'estate successiva, su richiesta di Léon Carvalho, direttore del Théâtre Lyrique, Bizet iniziò a lavorare a La jolie fille de Perth e Ivan IV fu dimenticato.
Winton Dean ha proposto una possibile cronologia alternativa suggerendo che il manoscritto sopravvissuto potrebbe essere una versione precedente abbandonata di Ivan, dimenticata dal compositore, non quella che veniva copiata per l'esecuzione nell'autunno del 1865. Questa teoria significherebbe che Bizet compose Ivan il Terribile tra la fine del 1862 e l'inizio del 1863 per l'esecuzione nel 1863 al Festival di Baden (che aveva visitato con Hector Berlioz, Gounod ed Ernest Reyer). Dean è anche dell'idea che Ivan preceda Les pêcheurs de perles, sulla base dei passaggi deboli più evidenti della partitura, che testimoniano un compositore teatrale meno esperto; anche diversi passaggi di Ivan sono sviluppati ulteriormente nell'opera del 1863.
Uno spartito manoscritto è stato trovato tra le carte di Émile Straus (che la vedova di Bizet aveva sposato) quando morì nel 1929, donato alla Bibliothèque nationale, e messo in mostra al pubblico alla Bizet Centennial Exhibition nel 1938. Un primo concerto con accompagnamento di pianoforte potrebbe aver avuto luogo nel 1940 e un altro nell'inverno del 1943 al Théâtre des Capucins. Quando Choudens rivendicò il diritto di pubblicare la partitura nel 1943, Henri Büsser si occupò della sua preparazione e, invece di seguire il manoscritto quasi completo, inventò la sua "versione esecutiva".

## Esecuzione
Dopo un'esecuzione privata di questa partitura rivista, in quattro atti invece di cinque e con molti tagli, al Castello di Mühringen vicino a Tubinga, fu eseguita al Grand Théâtre de Bordeaux il 12 ottobre 1951 e la compagnia diede due rappresentazioni della loro produzione all'Opéra-Comique di Parigi durante quel dicembre. L'opera fu poi rappresentata a Colonia nell'aprile 1952 e a Berne, in Svizzera, nel dicembre 1952. Negli anni '70 fu preparata un'edizione più fedele per la BBC, con materiale precedentemente tagliato restaurato; questa versione fu trasmessa dalla BBC nell'ottobre 1975, con Bryden Thomson che dirigeva un cast principalmente britannico, con John Noble nel ruolo del protagonista e Jeanette Scovotti e John Brecknock nei panni di Marie e Igor; questa registrazione in studio fu pubblicata su dischi non ufficiali. Successivamente il direttore Howard Williams produsse un'edizione esecutiva completa, utilizzando la propria versione della scena finale incompleta (riciclata dal materiale di Bizet), che eseguì al Festival di Montpellier, uno spettacolo trasmesso dalla Radio francese. Una registrazione dal vivo di questa versione, ora adottata da Choudens, è stata effettuata nel marzo 2002 diretta da Michael Schønwandt e pubblicata da Naïve.
Il libretto è tipico della scuola di Eugène Scribe, che si occupa della manipolazione di situazioni drammatiche di repertorio spesso improbabili, piuttosto che della caratterizzazione musicale. Le influenze musicali più forti sono Meyerbeer, Gounod e Verdi.

## Ruoli
| Ruolo                                                     | Registro voce       | Cast, 12 ottobre 1951 (Direttore: Adolphe Lebot) |
| --------------------------------------------------------- | ------------------- | ------------------------------------------------ |
| Ivan IV, Zar di Russia                                    | basso               | Pierre Nougaro                                   |
| Marie, figlia di Temrouk                                  | soprano             | Georgette Camart                                 |
| Igor, fratello di Marie                                   | tenore              | Miro Skala                                       |
| Temrouk, Principe di Circassia                            | basso               | Michel Taverne                                   |
| Yorloff, un boiardo                                       | basso-baritono      | Charles Soix                                     |
| Un giovane bulgaro                                        | mezzosoprano/tenore | René Coulon                                      |
| Olga, sorella di Ivan                                     | mezzosoprano        | Marthe Couste                                    |
| Un ufficiale russo                                        | tenore              | Paul Grosjean                                    |
| Un circasso                                               | basso               | Raymond Romanin                                  |
| Coro - Donne circasse, Soldati russi, Boiardi, Cortigiani |                     |                                                  |

## Trama

### Act 1
Nel Caucaso
Le donne raccolgono l'acqua da una sorgente; uno sconosciuto che si è smarrito chiede aiuto. Marie, figlia di Temrouk, si offre di mostrargli la strada. Un secondo sconosciuto, Ivan sotto mentite spoglie, entra ed esce con il giovane straniero. I soldati russi irrompono e ordinano a Temrouk di consegnare loro sua figlia. Il re rifiuta, ma quando un ufficiale minaccia di uccidere i bambini, Marie va con loro. Igor arriva mentre i Circassi si lamentano del loro destino e giura di uccidere il nemico. Temrouk ordina che il vendicatore venga scelto a sorte: è Igor.

### Act 2
Un banchetto al Cremlino
Boiardi celebrano la vittoria di Ivan sui tartari. I criminali condannati passano implorando pietà ma invano. Ivan si congratula con Yorloff, che aveva scoperto la cospirazione e ordina al giovane bulgaro di cantare della sua patria. Lo zar risponde con un canto di battaglia. Ivan aveva cercato la ragazza più bella del paese come sua moglie. Yorloff è fiducioso che sua figlia verrà scelta e un gruppo di fanciulle entra nella sala. Ivan ordina loro di togliersi i veli, ma Marie rifiuta. Sebbene sia costretta a farlo, rifiuta di diventare sua moglie. La sorella di Ivan Olga passa in processione religiosa e Marie si mette sotto la sua protezione.

### Act 3
Cortile del Cremlino
La gente canta lodi per il matrimonio di Ivan e Marie. Il corteo si avvicina e Igor prosegue furtivamente. Anche Temrouk entra in questo momento. Yorloff rivela a Igor che anche lui ha un reclamo contro Ivan e loro tre si preparano ad assassinare Ivan quella notte.

### Act 4
Una stanza fuori dalla camera nuziale
Marie riflette sul suo destino: si è innamorata di Ivan. Ivan entra per condurla alla barca nuziale sul Volga. Yorloff dice allo zar che starà attento agli assassini e quando Ivan se ne sarà andato fa entrare Igor. Quando Marie entra, fratello e sorella si abbracciano e lei è inorridita quando Igor le dice che è venuto per uccidere lo zar. Igor sta per accoltellarla quando Marie gli ricorda che la madre l'aveva posta sotto la protezione di suo fratello. Perdona sua sorella e la abbraccia. Entrano Ivan e Yorloff e quest'ultimo denuncia Igor. Ivan, affranto dal presunto tradimento di Marie, esita a condannarla. Un ufficiale entra per annunciare che il Cremlino è in fiamme e che i nemici stanno attaccando i cancelli. Ivan condanna Igor e Marie poi crolla a terra.

### Act 5
Scena 1 - le mura del Cremlino
Temrouk è tormentato dagli eventi: i suoi figli sono stati condannati a morte. Ivan ha ripreso i sensi ed entra, e quando suona la campana che annuncia la morte di uno zar, entrambi si precipitano a palazzo.
Scena 2 - una sala del Cremlino
Yorloff si proclama reggente, poiché lo zar aveva perso la ragione. I cortigiani chiedono la morte di Igor e Marie. Ivan irrompe e rivela le trame di Yorloff e lo condanna a morire. I cortigiani cantano lodi a Ivan e Marie.

## Prestiti
Bizet ha riutilizzato parte della musica di brani precedenti ed ha anche riciclato altre sezioni in lavori successivi:
- Atto 1. Duetto per giovani bulgari e Marie – usato come seconda parte del preludio a La jolie fille de Perth
- Atto 1. Temrouk "Ah! Laisse-moi ma fille" – utilizzato nel completamento da parte di Bizet dell'opera Noé di Fromental Halévy
- Atto 2. Il pezzo solista per il giovane bulgaro "Ouvre ton coeur" è tratto da Vasco da Gama
- Atto 4. Duetto per Marie e Igor – Noé
- Atto 5, Scena 1. Duetto per sentinella e ufficiale – Jeux d'enfants: Tromba e Tamburo.

## Incisioni
- 1957 (estratti) – Michel Roux, Janine Micheau, Henri Legay, Louis Noguéra; French Radio National Chorus, French National Radio Orchestra, direttore Georges Tzipine
- 1972 (completa) – Jean Phillipe Lafont, Janine Micheau, Henri Legay, Solange Michel; Choeurs et Orchestre de L'ORTF, direttore Pierre-Michel Le Conte; anni '60, Parigi
- 2002 (completa) – Ludovic Tézier, Inva Mula, Julian Gavin, Paul Gay; Coro e Orchestre National de France, direttore Michael Schønwandt